# 小島一騰

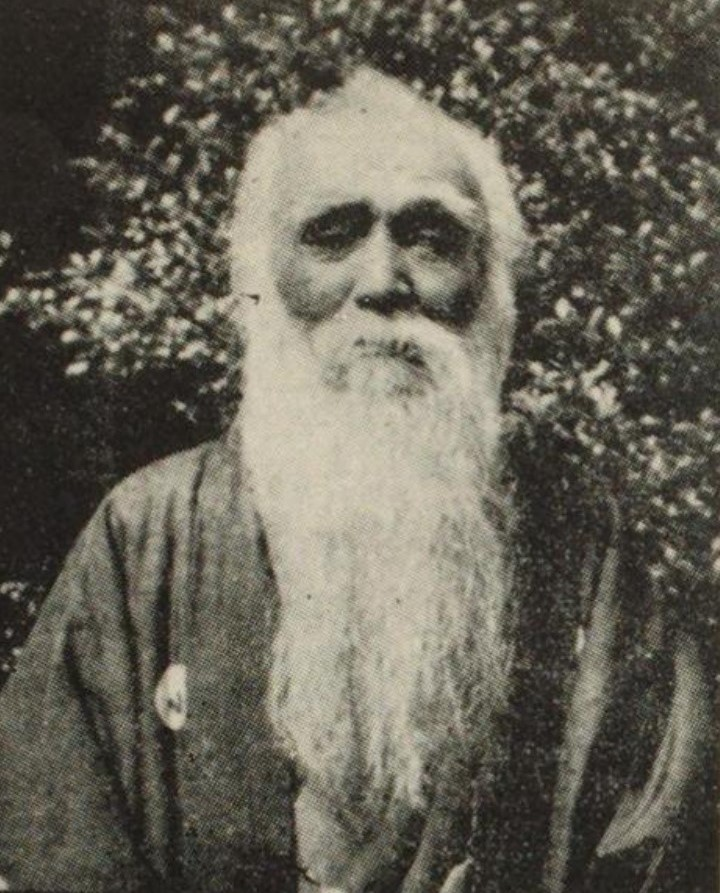
小島一騰

小島 一騰（こじま いっとう、生没年不詳）は、日本のキリスト教伝道者である。明治2年（1869年）に洗礼を受け、禁教下の日本において英国聖公会宣教協会の宣教師として活動した。明治3年（1870年）に捕縛され、明治5年（1872年）に釈放された。その後、各地の教会を転々としたのち独立した。明治19年（1886年）には「日本新字」なる日本語を表記するための独自の文字体系を発案し、その普及に努めた。
藤丸、二川一騰、二川大岳、二川市蔵、小島ルカ、小島路加、小島法竜といった別号も名乗った。

## 経歴
小島一騰は弘化2年（1845年）ないし嘉永元年（1848年）、筑前国怡土郡大入村の真宗寺院・西光寺の住職である法海の長男として生まれた。9歳より僧侶としての修行を積むも出奔し、17～18歳のとき、神戸にあった勝安房の塾に入り、勉学につとめた。「邪教」たるキリスト教会に潜入し、その内幕に迫ろうと、長崎でベルナール・プティジャンに接触し、キリスト教を学んだ。その後英国領事館に勤務し、明治2年（1869年）に来日した英国聖公会宣教協会のジョージ・エンソルの日本語教師をつとめることとなる。当初破邪の目的でキリスト教に触れていた小島であったが、エンソルとの交流を通してキリスト教を「終に日本帝国に先祖代々弘まつてをる仏教や神道などよりも遥かに勝れた宗教であると」認めるようになり、同年11月にエンソルから洗礼を受けることになる。
エンソルのもとでキリスト教の弘道に尽力していた小島であったが、当時の日本は禁教政策をつづけていたため、明治3年（1870年）3月15日に捕縛される。しかし、新政府の対キリスト教政策が転換をむかえた明治5年（1872年）ごろには釈放されることとなり、その後はウォルター・デニングとともに函館で宣教活動をおこなうようになる。しかし、同地でデニングと対立した小島は聖公会をはなれ、日本基督教会、日本教会、銀座長老教会などを経て明治13年（1880年）には日本正教会の伝教者となっていた。しかし、小島はここも出奔し、教会によらない独自の立場を取った。昭和5年（1930年）の元田作之進『日本宗教大講座』には「今尚お市外世田ヶ谷町若林に住居していらるる盲目にして今年八十三才」と記述があり、昭和9年（1934年）の『基督教週報』には「既に故人となりし」とあることから、この間に逝去しているようである。

### 日本新字の発明

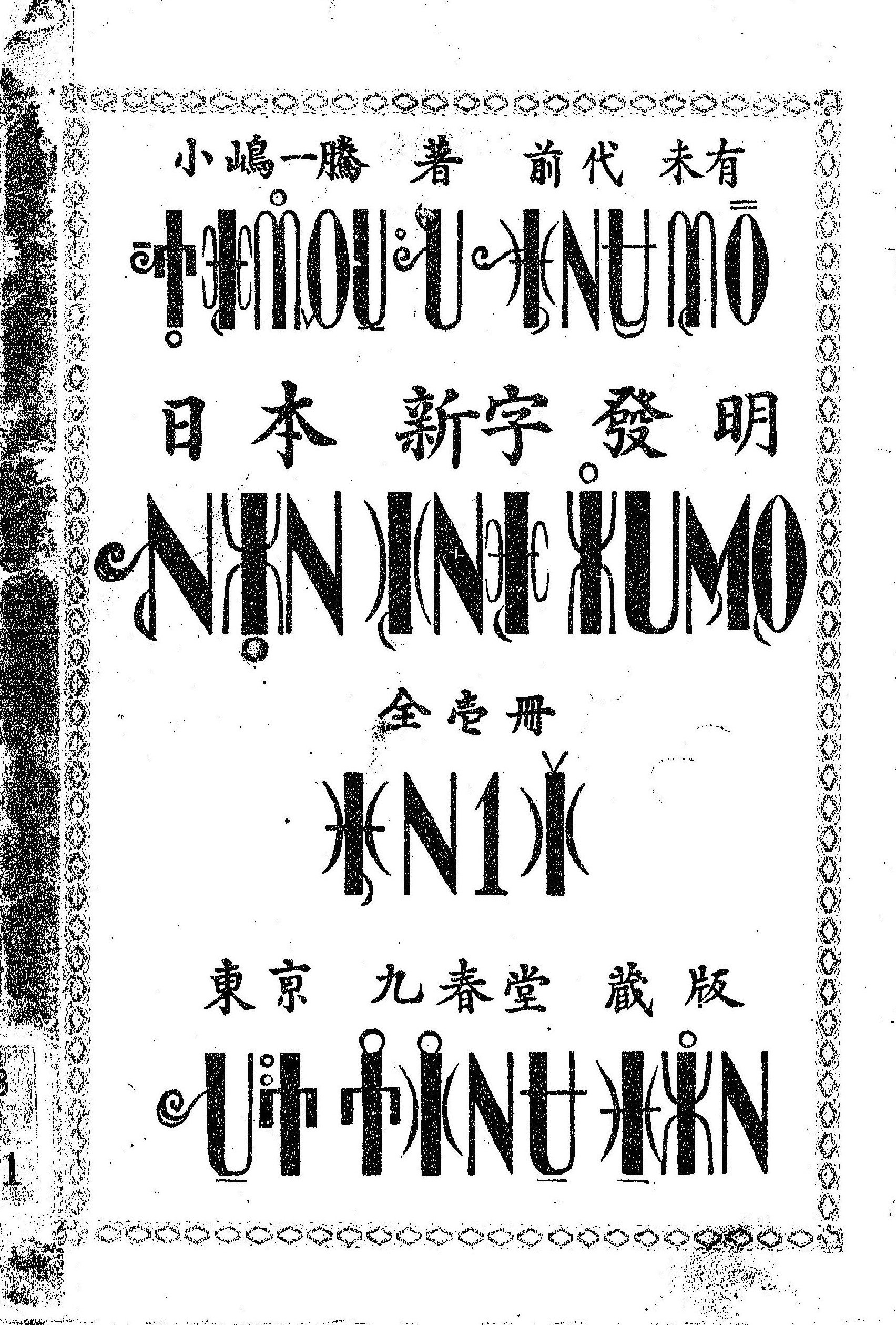
小島一騰『日本新字発明 : 前代未有』書影

小島は明治19年（1886年）に、当時輿論をにぎわせていた国語国字問題に参与し、『日本新字論』を発表した。この「日本新字」は、24文字の字母に4種類の点を付すことにより、正音204・変音609の合計813音を表現できるというもので、小島はこれを「内外人の言語はもとより凡そ天地の間のいかなる奇音妙聲たりとも」判然と記すことができると自賛した。
小島は教会出奔後、しばらくこの日本新字の普及に努めていたようであるが、福田恒存はこの文字体系について、「八百十三音も表わせる文字を作ってみたところで、現実の音声がそのどれに適応するのか判断することは容易ではあるまい。厳密に音声を書分けることは不可能であるばかりではなく、不必要でもある。またどこまでも正確に音声を表記しようとすれば、八百字あっても不足するであろう」と評している。